# Master of the Revels

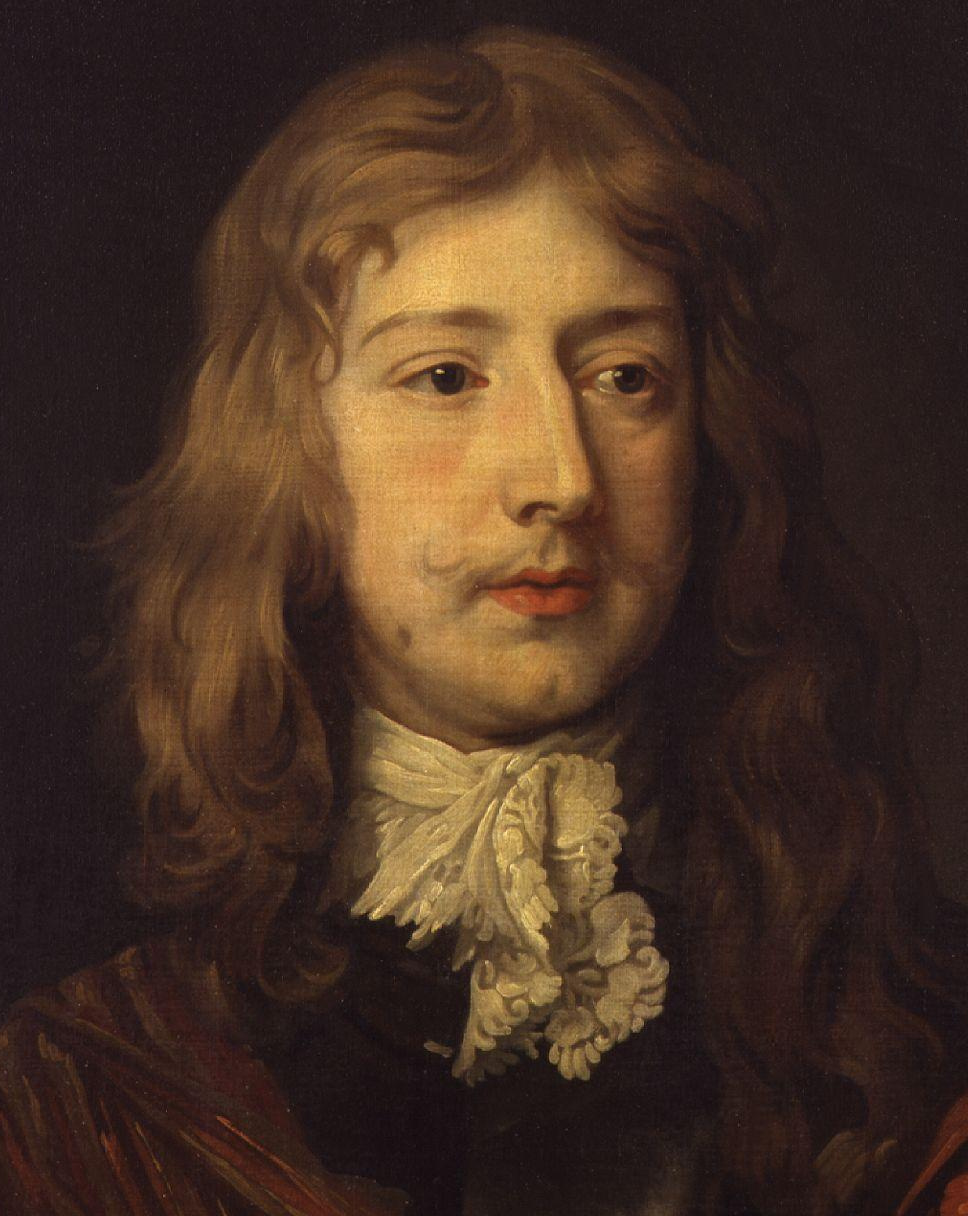
Thomas Killigrew, Master of the Revels von 1673–1677

Der Master of the Revels war ein Amt innerhalb des königlichen Hofstaates im Königreich England und später dem Königreich Großbritannien, der dem „Office of the Revels“ (kurz auch: „Revels Office“) vorstand. Der Master of the Revels war eine Stellung unter dem Lord Chamberlain. Ursprünglich war der jeweilige Amtsinhaber verantwortlich für die königlichen Festivitäten, bekannt als Revels, später übernahm er auch die Aufgabe der Bühnenzensur, bevor diese Funktion 1624 direkt dem Lord Chamberlain unterstellt wurde. Gleichwohl übernahm Henry Herbert auf Anordnung des Lord Chamberlain diese noch bis zum englischen Bürgerkrieg 1642. Danach wurden Theaterschauspiele vollständig untersagt. Das Amt bestand noch bis zum Ende des 18. Jahrhunderts, wenn auch mit weniger Rechten.

## Wortherkunft
Das heute veraltete Substantiv Revel steht im Englischen für Festivitäten aller Art. Thomas Blount (1618–1679), ein englischer Lexikograf, schreibt in seinem Wörterbuch „Glossographia“ von 1656, dass der Ursprung des Wortes „Revel“ das französische Wort „reveiller“ sei, das „aus dem Schlaf aufwachen“ bedeutet. Blount definiert „Revels“ weiter als:
Ergötzungen von Tanz, Maskeraden, Komödien und dergleichen, die früher im Königshaus, den Inns of Court [Anwaltskammern] oder in den Häusern anderer großer Persönlichkeiten abgehalten wurden; Und werden so genannt, weil sie am häufigsten in der Nacht abgehalten werden, wenn Menschen für gewöhnlich schlafen. Es gibt auch einen Beamten, genannt The Master of the Revels, welcher die Ordnungs- und Befehlsgewalt über diese Zeitvertreibe hat.
Der Master of the Revels wäre mit dem deutschen Wort Zeremonienmeister annähernd gut übersetzt, trifft es aber dann doch nicht, da der Master of the Revels weitreichendere und auch landesweit hoheitliche Aufgaben innehatte.

## Geschichte des Amts
In den Aufzeichnungen von 1347, welche die Ausgaben der königlichen Garderobe Edwards III. anlässlich der Weihnachtsaufführungen („ludi“) beinhalten, finden sich Beschaffungen von tunicae und viseres (Hemden und Hüte). Während der Herrschaft Königs Heinrich VII. sind Zahlungen für verschiedene Feierlichkeiten („Revels“) des Hofes überliefert. Es wurde üblich einen besonderen Beauftragten für die königlichen Festivitäten zu benennen, den „Master of the Revels“.
Das Amt des Master of the Revels hatte eine bedeutende Rolle in der Geschichte des englischen Theaters. Während der Regierungszeit Henry VII. wurde der Posten nach dem verstärkten Aufkommen höfischer Schauen, Theaterstücken und Maskenspiele immer bedeutender. Um die gestiegene Nachfrage nach Theaterunterhaltung zu unterstützen, wurde zudem unterhalb des Master of the Revels die Stellung des Garderobenbeauftragten eingerichtet. Das Amt wurde unter Elisabeth I. stets erweitert und in „Toyles“, „Revels“ und „Tents“ unterteilt. Mit einem Letters Patent versehen, nahm John Farlyon 1534 seine Arbeit als „Yeoman of the Revels“ auf, was der Beginn einer unabhängigen Institution innerhalb des Einflussbereiches des Lord Chamberlain war. Zehn Jahre später erhielt Thomas Cawarden ein Patent als „Master of the Revels and Tents“ und wurde Leiter eines unabhängigen Amtes. Zu diesem Zeitpunkt galt das Amt des Master of the Revels nur der Organisation der königlichen Unterhaltung. Einer der grundlegenden Aufgaben des Masters war die Verpflichtung von Schauspielern und Theaterkompanien zur Unterhaltung des Monarchen und seines Hofes. Der Master übernahm auch Angelegenheiten der öffentlichen Gesundheit und sorgte dafür, dass die Spielkompanien während der Pestausbrüche und religiöser Feiertage nicht auftraten und die Theater während der Fastenzeit geschlossen blieben. Jeder Master of the Revels führte ein offizielles Amtsverzeichnis aller geschäftlicher Vorgänge, eingeschlossen alle Einkäufe und Vorbereitungen der gesamten Theaterunterhaltung. Nach 1578 wurden hier auch die erhobenen Lizenzeinnahmen für Theateraufführungen erfasst.
Das Büro befand sich an wechselnden Orten, zunächst in einem Haus namens Warwick Inn (in der heutigen Warwick Lane), dem London Charterhouse und dann in der Abtei von Clerkenwell.
Nach der Auflösung der englischen Klöster wurden viele Räumlichkeiten frei, die nach und nach verschiedene königliche Ämter aufnahmen. So zog schon bald nach Cawardens Berufung seine Behörde 1547 in ein aufgelöstes Dominikanerkloster im Stadtteil Blackfriars um. Cawarden selbst wohnte am Loseley Park bei Guildford, wo auch seine amtlichen Papiere aufbewahrt wurden.

## Zensurwesen
Unter seinem späteren Nachfolger Tylney wurde die Funktion des Master of the Revels allmählich ausgeweitet und das Amt erhielt die offizielle Berechtigung das Theaterspiel im ganzen Land zu kontrollieren und zu zensieren. Diese Zunahme der Theaterkontrolle fiel mit dem Erscheinen fester Theater in London zusammen. Jede residierende Kompanie und jede reisende Truppe musste dem Master of the Revels ihr Spielmanuskript vorlegen. Der Meister las das Geschriebene und besuchte manchmal sogar die Proben. Sobald ein Stück genehmigt wurde, unterschrieb der Meister die letzte Seite des Manuskripts. Das lizenzierte Schriftstück, mit dem die Zustimmung der Zensurbehörde zu der Aufführung eines Stücks erteilt wurde, war ein sehr wertvolles Dokument für die Theatermacher. Auf Tourneen und bei jeder Theateraufführung mussten die Ensembles auch die lizenzierte Kopie des Spielmanuskripts mit sich führen. Für die Genehmigung von Stücken wurde zudem von dem Office of the Revels eine Lizenzgebühr erhoben. So berechnete Tylney z. B. sieben Schilling pro Theaterstück.
Mit der gesetzlichen Zensurbefugnis wurde die Macht erteilt, Dramatiker, Schauspieler und Theaterkompanien zu bestrafen, die subversives Material veröffentlichten oder aufführten. Der Master hatte die Befugnis, diejenigen, die mit Dissidenten oder nicht genehmigtem Theatermaterial in Verbindung standen, einzusperren, zu foltern oder sogar zu verstümmeln. Im Jahre 1640 wurde William Beeston eingesperrt, weil er die Aufführung eines Stücks ohne die Zustimmung und Zensur durch den Master of the Revels, Henry Herbert, unterstützt hatte.
Auf dem Höhepunkt der Macht als Inhabers des Office of the Revels verfügte der Master im ganzen Land über die Lizenzhoheit um Theaterstücke zu genehmigen und zu zensieren, ebenso wie jegliche Veröffentlichung oder Druck von Theatermaterial. Er hatte auch die Befugnis, königliche Patente für neue Theaterkompanien zu erteilen und die Errichtung ihrer Spielhäuser zu genehmigen. Der Meister konnte nicht nur Gebühren für die Genehmigung von zulässigen Büchern und Stücken erheben, sondern auch jährliche Zahlungen der Kompanien für die fortgesetzte Genehmigung ihrer Theaterhäuser. Unter Tylney wurde das Amt des Master of the Revels allmählich zu einer zentralen Zensurbehörde der Bühne. Ab 1624 fiel das Office of the Revels unmittelbar in die Hand des Lord Chamberlain, was zu dem Licensing Act 1737 führte. Jedes neue oder veränderte Stück musste nun 14 Tage vor Aufführung dem Lord Chamberlain of the Household zur Prüfung vorgelegt werden, der die Aufführung ggf. untersagen konnte.
Diese Regel wurde erst 1968 im „Theatres Act 1968“ abgeschafft.
Mit dem Ausbruch des englischen Bürgerkriegs im Jahr 1642 wurden alle Theateraufführungen verboten. Erste Aufführungen wurde erst wieder in der Restaurationszeit ab 1660 zugelassen.

## Das Revels Office
Im Jahr 1608 verfasste Edmund Tilney, zu jener Zeit der Master im Amt, ein Memorandum über die physische Ausstattung der Behörde, das ein anschauliches Bild seiner Funktionsweise vermittelt. Er schrieb, dass das Büro ...
„... besteht aus einer Garderobe und mehreren anderen [d. h. getrennte] Räume für Kunstschaffende (Schneider, Sticker, Kulissenbauer, Maler, Drahtzieher [„wire-drawer“, um Kandelaber abzuspannen und Bühnenteile zu befestigen] und Zimmerleute) sowie geeigneten Orten für Proben und Aufführungen von Theaterstücken und anderen Darbietungen ...“
Tilney erwähnte auch, dass das Büro auch eine Wohnung für den Master und seine Familie bereitstelle, sowie Wohnungen für einige andere Mitarbeiter des Amtes, sofern dies in den Patentverfügungen ihrer Positionen angegeben ist.

## Wissenschaftliche Verwertung
Für das Studium des Elisabethanischen Theaters bieten die Aufzeichnungen des Revels Office eine der beiden entscheidenden Quellen für zuverlässige und spezifische Informationen der Tudor- und der Stuartdynastie (das andere ist das Register der Worshipful Company of Stationers and Newspaper Makers).
In den Aufzeichnungen finden Wissenschaftler Fakten, Daten und andere Informationen, die nirgendwo anders verfügbar sind. Ein Katalog der Folger Shakespeare Library, der auf den meisten überlieferten Papieren von Thomas Cawarden basiert, ist online verfügbar. Andere Unterlagen können bei den The National Archives eingesehen werden.

## Chronologie amtierender Masters of the Revels
- Walter Halliday  (1461–1483)
- Sir Thomas Cawarden (1544–1559)
- Sir Thomas Benger (1560–1572)
- Sir Thomas Blagrave (1573–1579)
- Sir Edmund Tilney (1579–1610), auch Tylney geschrieben
- Sir George Buck (1610–1622)
- Sir John Astley (1622–1640)
- Sir Henry Herbert (1640–1673, de facto ab 1623)
- Thomas Killigrew (1673–1677)
- Charles Killigrew (1677–1725)
- Francis Henry Lee (1725–1731)
- Charles Henry Lee (1725–1744)
- Solomon Dayrolles (1744–1786)

### Master of the Revels in Irland
- John Ogilby (1637–1641) (erster Master of the Revels in Irland)
- Joseph Ashbury (1682–?)
- Edward Hopkins (1722–1736)